# Perissandria styx
Perissandria styx là một loài bướm đêm trong họ Noctuidae.